# Бэррингтон, Кристара
Кристара Бэррингтон (англ. Kristara Barrington; 22 ноября 1965, Новый Орлеан) — американская порноактриса.

## Биография
Родилась в семье американца и кореянки. После окончания школы переехала в Чикаго, и с 1983 года начала сниматься в порнофильмах. С одинаковым успехом играя как азиаток, так и европеек, Бэррингтон вскоре стала азиаткой № 1 американского порно, оттеснив на второй план актрис Линду Вонг и Май Лин.
В интервью газете «San Diego Union», данном 11 октября 1985 года, Кристара заявила: «Я не чувствую себя проституткой. Я актриса, и моя работа оплачивается. Конечно, я продаюсь — но люди продаются в любой сфере своей деятельности».
Когда в 1986 году разразился скандал в связи с тем, что Трейси Лордз снималась в порно, будучи несовершеннолетней, следствием были проведены допросы сотрудников компаний-дистрибьюторов порнофильмов — VCA Pictures, CBI, Caballero, Western Visuals и Paradise — для выяснения, являлись ли совершеннолетними в момент дебюта в порно Бэррингтон, Эли Мур и Никки Чэрм. В интервью «Los Angeles Times» поверенный VCA Майк Мейок сказал, что ранние фильмы Бэррингтон были изъяты компанией из продажи исключительно в качестве меры предосторожности, и что он твёрдо уверен, что во время съёмок в своём первом фильме ей было 18 лет.
В 1989 году покинула порноиндустрию, снявшись в 230 фильмах (включая компиляции).
Проживает в Лос-Анджелесе.
В 2011 году журнал Complex поставил её на 5 место в списке «50 самых горячих азиатских порнозвёзд всех времен».

## Избранная фильмография
- 1985. Debbie Does Dallas 3.
- 1985. Deep Chill.
- 1985. New Wave Hookers.
- 1985. Oriental Jade.
- 1985. Surfside Sex.
- 1985. Tasty.
- 1986. Baby Face 2.
- 1986. Beverly Hills Copulator.
- 1986. Beyond Desire.
- 1986. Jane Bond Meets Octopussy.
- 1986. Rambone Does Hollywood.
- 1986. Talk Dirty To Me 4.
- 1987. Foxy Lady 8.